# Sarcinofilaceae
Sarcinofilaceae, porodica zelenih algi u redu Ulotrichales. Ime je dobila po rodu Sarcinofilum. Postoje dvije priznate vrste unutar dva roda.

## Rodovi
1. Filoprotococcus Kufferath
2. Sarcinofilum Darienko & Pröschold